# Glòria Morera i Font
Glòria Morera i Font (Terrassa, 1938) és una pintora, professora de dibuix, escultora i escriptora catalana resident a Santa Coloma de Farners des de començament dels anys 1970.

## Biografia
Filla d'una família industrial, es va interessar per la creació artística des de petita i va estudiar dels 14 als 19 anys a l'Escola de Belles Arts de Barcelona. Després de guanyar el premi Cercle Maillol de l'Institut Francès va obtenir una beca per a ampliar els seus estudis artístics a París. Va fer la seva primera exposició individual a la Galeria Jaimes de Barcelona el 1959, el mateix any que va participar a París en una mostra col·lectiva de dones artistes. De retorn a Catalunya i en col·laboració amb el crític d'art Àngel Marsà, va promoure i organitzar de l'any 1962 al 1967 les cinc primeres edicions del Saló Femení d'Art Actual dedicat a l'art contemporani i amb la participació d'artistes internacionals.

## Obra publicada
- Atibes.  Barcelona: Dasa, 1981. ISBN 84-85814-02-9.
- Phileo, 1982. ISBN 84-300-7415-5.
- Las noches de Inanna.  Santa Coloma de Farners: El Paisaje, 1984. ISBN 84-398-1049-0.
- Aizola i Ràcel.  Barcelona: Laertes, 1989. ISBN 84-7584-113-9.
- Cartes d'una artista al seu mecenes.  Saldes: Abadia, 2006. ISBN 978-84-96292-51-2.
- El caballete cojo-nudo.  Maçaners: Abadia, 2009. ISBN 978-84-96847-38-5.[2]
- Els poders i el planeta, poema en tres temps.  Girona: Mínima Llibres, 2014. ISBN 978-84-942495-1-8.